# Tøyen (przystanek kolejowy)
Tøyen – kolejowy przystanek osobowy w Oslo, w Norwegii, w dzielnicy Grünerløkka jest oddalony od Oslo Sentralstasjon o 4,45 km. Jest położony na wysokości 75,2 m n.p.m.

## Ruch pasażerski
| Początkowa | Poprzednia          | Numer | Następna | Końcowa |
| ---------- | ------------------- | ----- | -------- | ------- |
| Skøyen     | Oslo Sentralstasjon | 300   | Grefsen  | Gjøvik  |

Leży na linii Gjøvikbanen. Jest elementem  kolei aglomeracyjnej w Oslo - w systemie SKM ma numer  300.  Obsługuje Oslo Sentralstasjon, Gjøvik. Pociągi odjeżdżają w obu kierunkach co pół godziny; część pociągów nie zatrzymuje się na wszystkich stacjach. W odległości 1400 metrów od stacji kolejowej mieści się stacja metra w Oslo o tej samej nazwie. Pomiędzy obiema stacjami nie ma połączenia.  

## Obsługa pasażerów
Wiata. Odprawa podróżnych odbywa się w pociągu.